# Namibia University of Science and Technology

Logo bis Mitte November 2016

Die Namibia University of Science and Technology (NUST; deutsch Namibische Universität für Wissenschaft und Technologie), bis 16. November 2015 Polytechnic of Namibia, ist eine Universität (bis 16. November 2015 Polytechnikum) in Namibia und neben der Universität von Namibia die zweite staatliche Hochschule in Namibia. Der Hauptcampus liegt im Windhoeker Stadtteil Windhoek-West rund um die ehemalige Entbindungsstation mit dem Elisabethhaus.
2023 studierten 15.602 Personen an der NUST.
Die NUST erreichte 2014, noch als Polytechnikum, den 69. Platz (2012: 21.; 2011: 30.) der besten Universitäten in Afrika.

## Geschichte und Lehrverständnis
Die NUST hat ihren Ursprung in der 1980 gegründeten „Academy for Tertiary Education“ (Akademie für tertiäre Ausbildung). Das Polytechnikum Namibia ist 1994 dann aus dem „Technikon Namibia“ und des „College for Out-of-School Training“ (COST) hervorgegangen und wurde 1996 eine unabhängige Bildungseinrichtung. Im Jahr 2009 wurde beim namibischen Bildungsministerium offiziell der Antrag auf Umbenennung in Namibia’s University of Science and Technology (NUST) eingereicht, um das breite Aufgabenfeld der Polytechnic auch im Namen widerzuspiegeln. Der Antrag wurde im August 2010 abgelehnt. Im Dezember 2012 wurde die Umbenennung und der Verlagerung der Ausbildung auf Bachelor- und Master-Studiengänge vom zuständigen Ministerium genehmigt und im März 2015 durch das „University of Science and Technology Bill“ in den Gesetzgebungsprozess eingebracht. Seit dem 16. November ist diese die „Namibia University of Science and Technology“.
Die Hochschul-Lehrprogramme zielen darauf ab, die praktischen Bedürfnisse der namibischen Industrie an Hochschulabsolventen zu decken, eines wichtigen Zweiges der Wirtschaft Namibias. Das Lehrprogramm des Politechnikums ist in englischer Sprache und umfasst neben den ursprünglichen Zertifikat-, Diplom-, Bachelor- und Masterstudiengängen (z. B. Maschinenbau, Elektrotechnik, Informatik, Hoch-/Tiefbau, Naturschutz, Bergbau) zum Studienjahr 2010 auch Promotionsstudiengänge. Im Zusammenhang mit der Weiterentwicklung zu einer technischen Universität werden jene traditionellen Ausbildungsgänge, die vordem eher den Charakter einer Technikerausbildung hatten (z. B. zum Vermessungstechniker) zu Hochschulstudiengängen ausgebaut.
Die Fakultät für Natur und Tourismus betreibt zur Unterstützung der Ausbildung in Tourismus- und Hotelmanagement ein Ausbildungshotel und ein Ausbildungsrestaurant, die vor allem hochschulintern genutzt werden.

## Campus
NUST operiert von zehn Campus (Stand 2023) aus:
- Windhoek (City Campus) mit 14.315 Studierenden
- Eenhana mit 530 Studierenden
- Walvis Bay mit 276 Studierenden
- Otjiwarongo mit 101 Studierenden
- Rundu mit 99 Studierenden
- Keetmanshoop mit 90 Studierenden
- Tsumeb mit 77 Studierenden
- Katima Mulilo mit 56 Studierenden
- Gobabis mit 30 Studierenden
- Lüderitz mit 28 Studierenden; im Alten Kraftwerk, wurde im September 2024 eröffnet.

Zu gleicher Zeit wurde die geografische Ausrichtung der NUST neu aufgestellt. So gibt es nur noch den Campus in Windhoek sowie sogenannte Satelliten-Campus in Eenhana und Lüderitz. Alle anderen Campus wurden zu Regionalzentren, wobei zusätzlich zu den oben genannten noch Opuwo und Outapi.

## Fakultäten und Schulen
Stand: Mai 2023
| Fakultät/Zentrum                                                                                           | Vorsitzender | Studenten | Mitarbeiter, davon akademisch | Bemerkungen                                               |
| --- | ------------ | --------- | ----------------------------- | --------------------------------------------------------- |
| Fakultäten/Schulen                                                                                         |              |           |                               |                                                           |
| Wirtschaft, Humanwissenschaft, Bildung (Faculty of Commerce, Human Sciences & Education)                   |              | 8540      |                               | inklusive: „Harold Pupkewitz Graduate School of Business“ |
| Informationstechnologie (Faculty of Computing & Informatics)                                               |              | 2265      |                               |                                                           |
| Ingenieurwesen, Bebaute Umwelt (Faculty of Engineering & Built Environment)                                |              | 2847      |                               |                                                           |
| Gesundheit, Natur und Angewandte Wissenschaften (Faculty of HEalth, Natural Resources and AppliedSciences) |              | 1950      |                               |                                                           |
| Zentren/Institute                                                                                          |              |           |                               |                                                           |
| Centre for Open and LifeLong Learning                                                                      |              | 2037      |                               |                                                           |

Es bestehen eine Reihe von lokalen Kooperationen wie die Bildungsorganisation EduVentures sowie internationale, technische Hochschulkooperationen mit allen bedeutenden südafrikanischen Hochschulen sowie über 60 weiteren internationalen Hochschulen. In Deutschland sind dies unter anderem die Technische Universität Clausthal, die Technische Universität Bergakademie Freiberg, das Karlsruher Institut für Technologie, die Universität des Saarlandes in Saarbrücken, sowie mehrere Fachhochschulen wie etwa die Fachhochschule Aachen, die Hochschule RheinMain, die Hochschule Flensburg (Fachhochschule), die Ernst-Abbe-Fachhochschule Jena, die Technische Hochschule Brandenburg und die Hochschule Bonn-Rhein-Sieg.

## Abbildungen

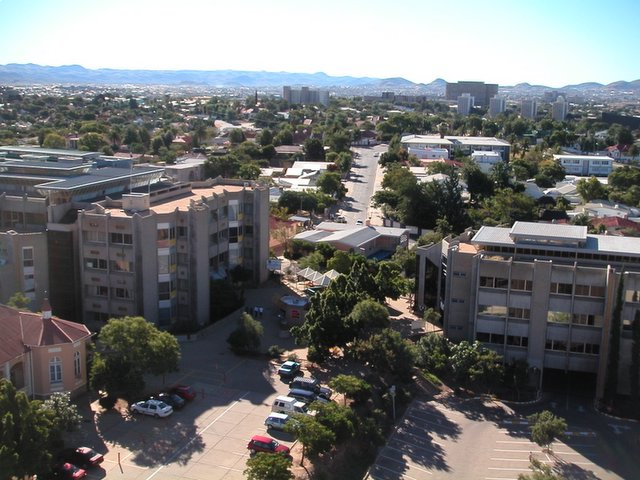
Campusüberblick in Windhoek
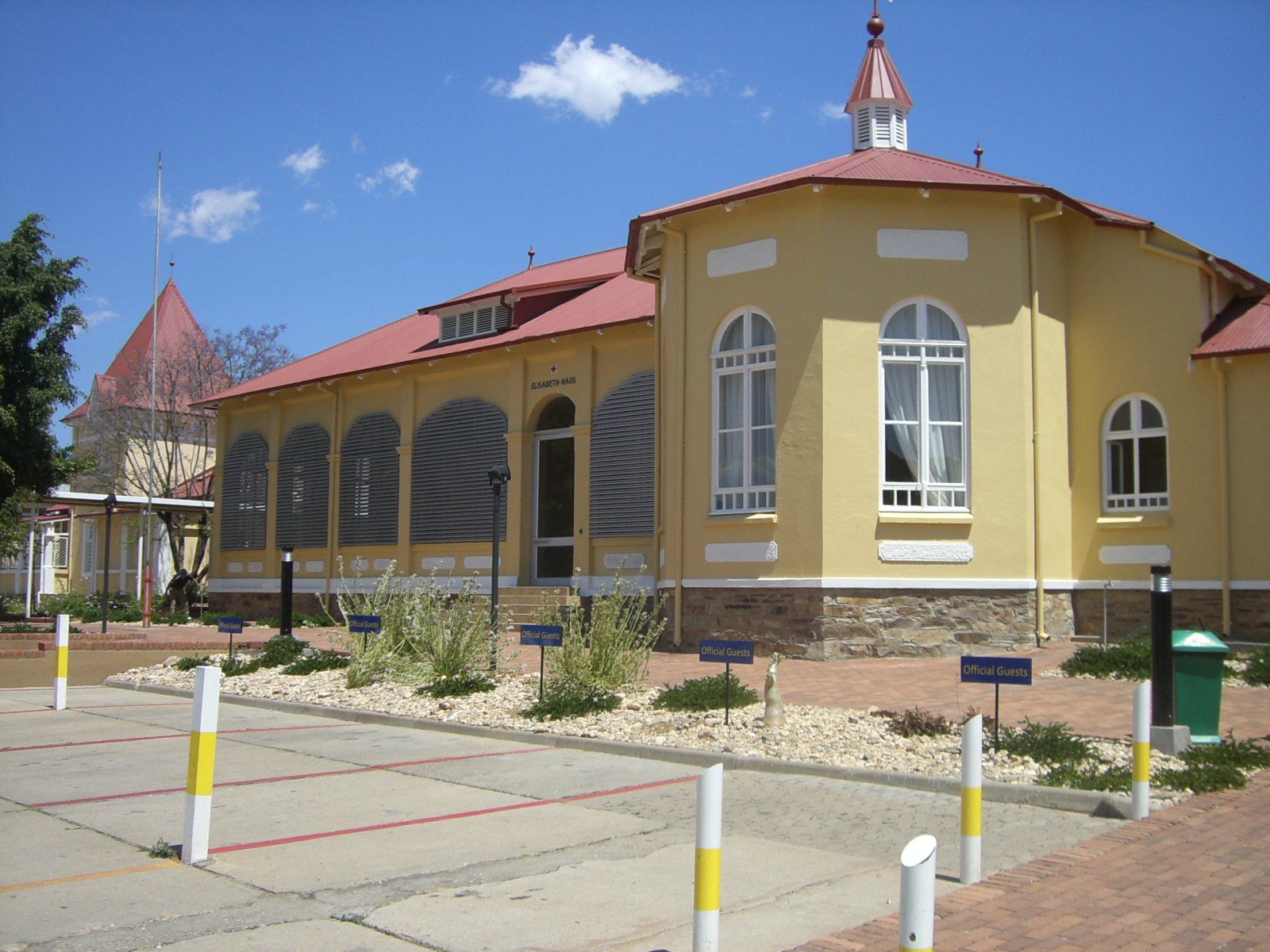
Historisches Elisabethhaus in Windhoek